# Кожушный, Марко Прокопиевич
Марко Прокопович Кожушный (укр. Марко Прокопович Кожушний ; 8 мая 1904, с. Денисовка Лубенского уезда Полтавской губернии — 1938) — украинский советский поэт-песенник, журналист. Представитель «расстрелянного возрождения».

## Биография
Родился в крестьянской семье. Образование получил в сельской школе. Подрабатывал волостным писарем.
В 19-летнем возрасте М. Кожушный принёс на собрание полтавского отделения литературной организации «Плуг» свои первые 3 поэзии. Члены «Плуга» заметили литературный талант и единогласно проголосовали за прием его в организацию. С 1923 до 1927 год был членом литературной организации «Плуг», затем — входил в состав литературной организации комсомольских писателей Украины «Молодняк» (1927—1932).
После окончания Коммунистического университета имени Артёма в 1929 году работал в редакциях газеты «Наймит», журнала «Сельскохозяйственный пролетарий» в Харькове.
Будучи членом литературной организации «Молодняк». М. Кожушний связал свой творческий путь преимущественно с молодежной прессой — начиная с 1923 года печатает свои стихи и рассказы в журналах «Молодой большевик», «Студент революции», в газете «Комсомолец Украины» и др. В 1920-е годы опубликованы сборники его стихотворений — «Каре поле» (1924), «Над портретом Ленiна» (1925), «Ми — червоні квіти» (1927), сборник рассказов «Комсомолка Зоя» (1925).
Творчеству поэта присущи искренность художественного выражения, лиризм мироощущения, пафос новообразования. Страсти коммунистических идеалов посвящены песни Кожушного — «Наша спілка молода…», «Сільські комунари», «Я» и другие. Поэтическое творчество наполнено призрачными «загорными коммунами», «ударничеством», «прорывами».
В 1938 году Марко Кожушный был незаконно репрессирован, осуждён по ложному обвинению в руководстве контрреволюционной организацией к 5 годам исправительно-трудовых лагерей с заменой на высшую меру наказания.
Точная дата смерти и место захоронения неизвестны.
Реабилитирован посмертно в 1959 году.